# Вихър Стойчев
Вихър Стойчев е български актьор.

## Биография
Вихър Стойчев е роден на 25 май 1954 година.
Завършва ВИТИЗ „Кръстьо Сарафов“ през 1979 година.
Актьор в Младежки театър „Николай Бинев“.
Участва в „Телевизионен театър“ на БНТ и други детски и хумористични програми на същата телевизия.
Повече от 30 години работи и в Българското национално радио в редакция „Хумор и сатира“ 
Член на САБ.

## Театрални роли
- „Двамата веронци“ (Уилям Шекспир) - Валентин
- „Упражнения за пет пръста“ (Питър Шафър) - Клайф
- „Стъклената менажерия“ (Тенеси Уилямс) - Том
- „Джакпот или Българска пиеса“ Иван Кулеков)
- „Оливър !“
- „Страхотни момчета“
- „Фрида“
- „Карнавал.сом“
- „Часът на вълците“
- „Някои го предпочитат...
- „Кухнята“
- „Лунните деца“

## Телевизионен театър
- „Краят на света“ (1989) (Артър Копит)
- „Гълъб за сърдечни послания“ (1989) (Неда Антонова)

## Филмография
| Година    | Филми и Сериали                                        | Серии | Копродукции  | Роля                                  |
| --------- | ------------------------------------------------------ | ----- | ------------ | ------------------------------------- |
| 2013      | Недадените                                             | 12    |              | Момчилов (в серия: VI)                |
| 2011-2014 | Седем часа разлика                                     | 80    |              | Леонид, баща на Явор, съпруг на Оля   |
| 2005      | Едно пътуване до хоризонта                             |       |              |                                       |
| 2003      | Едно дете в повече                                     | 7     |              | гинеколога                            |
| 2002      | Ярост                                                  |       |              | гинеколога                            |
| 1988      | Време разделно                                         | 2     |              | Хасан ходжа, съветник на Сюлейман ага |
| 1983      | Милионите на Привалов („Die priwalov'schen Millionen“) | 6     | България/ФРГ | Виктор                                |
| 1981      | Кръвта е по-гъста от водата                            |       |              | Жером, член на френската съпротива    |
| 1978      | Кратко слънце                                          |       |              | Сашко                                 |
| 1978      | Чуй петела                                             |       |              | зетят, мъжът на Петя                  |
| 1977      | Адаптация                                              | 3     |              | Румен                                 |
| 1977      | Хора отдалече                                          |       |              | Сашо                                  |
| 1977      | Басейнът                                               |       |              |                                       |
| 1976      | Светъл пример (тв)                                     |       |              | работник                              |
| 1976      | Бой последен                                           |       |              | Пелин                                 |
| 1967      | Свирачът - („The Clown and the Kids“)                  |       | САЩ/България | по-голямото момченце                  |
| 1966      | Рицар без броня                                        |       |              | Пинокио                               |